# Daniel Pérez Serrano
Daniel Pérez Serrano (Sevilla, 16 de marzo de 1993) es un futbolista español que juega como defensa en la U. E. Costa Brava de la Primera División RFEF.

## Trayectoria
Se formó en la cantera del Sevilla F. C. Empezó su carrera en su filial, pasando por el C. P. Cacereño antes de recalar en 2014 en el UCAM Murcia C. F. Tras el ascenso del club a Segunda División, fue cedido al C. D. Toledo.
En la temporada 2018-19 fichó por el Real Murcia C. F. Tras esta experiencia pasó por el Marbella F. C. y Extremadura U. D. antes de incorporarse a la U. E. Costa Brava en enero de 2022.

## Clubes
| Club                  | País   | Año       |
| --------------------- | ------ | --------- |
| Sevilla Atlético      | España | 2012-2013 |
| C. P. Cacereño        | España | 2013-2014 |
| UCAM Murcia C. F.     | España | 2014-2018 |
| C. D. Toledo (cedido) | España | 2016-2017 |
| Real Murcia C. F.     | España | 2018-2019 |
| Marbella F. C.        | España | 2019-2020 |
| Extremadura U. D.     | España | 2020-2022 |
| U. E. Costa Brava     | España | 2022-     |